# Бърлад (река)
Бърлад (на румънски: Râul Bârlad) е река в Румъния (окръзи Нямц, Васлуй и Галац), ляв приток на Сирет (ляв приток на Дунав). Дължина 207 km. Площ на водосбарния басейн 7330 km².
Река Бърлад води началото си от западната част на платото Бърлад (част от Молдовските възвишения), на 379 m н.в., на 2 km северозападно от село Джурджени, в югоизточната част на окръг Нямц. По голямата част от течението на реката преминава през югозападната част на Молдовските възвишения, където тече в широка долина, а в най-долното си течение – през североизточната част на Долнодунавската равнина, като образува изпъкнала на изток дъга. Влива се отляво в река Сирет (ляв приток на Дунав), на 16 m н.в., на 17 km южно от град Текуч, в югозападната част на окръг Галац.
На запад водосборният басейн на Бърлад граничи с водосборните басейни на малки и къси реки, леви притоци на Сирет, а на североизток и изток – с водосборните басейни на река Жижия и други по-малки десни притоци на Прут. В тези си граници площта на водосборния басейн на реката възлиза на 7330 km² (16,67% от водосборния басейн на Сирет).
Основни притоци: леви – Соковец (54 km, 314 km²), Васлуй (81 km, 692 km²), Красна (61 km, 527 km²); десни – Тутова (86 km, 687 km²), Берхеч (92 km, 1021 km²).
Подхранването на реката е смесено – дъждовно и снежно. Има ясно изразено пролетно пълноводие и лятно маловодие, като на отделни участъци през лятото пресъхва. 
Водите на Бърлад основно се използват за напояване. По течението на Бърлад са разположени множество населени места: Негрещи, Васлуй и Бърлад (окръг Васлуй); Текуч (окръг Галац).